# 玩酷人生巡迴演唱會
玩酷人生巡迴演唱會（Viva la Vida Tour）是英國樂團酷玩樂團的第四次巡迴演唱會。演唱會在歐洲、亞洲、美洲和澳洲都有舉行，取得了巨大的票房。有超過300萬的觀眾觀看了演唱會。

## 外部連結
- Coldplay Viva La Vida Tour （页面存档备份，存于）